# Coleomethia mexicana
Coleomethia mexicana là một loài bọ cánh cứng trong họ Cerambycidae.